# Pásztor Flóra
Pásztor Flóra (Budapest, 1998. június 30. –) magyar tőrvívó, olimpikon.

## Pályafutása
Szertornászként kezdett sportolni. 2007-ben tért át a vívásra. 2009-ben lett a Törekvés igazolt versenyzője. A 2013-as kadét Európa-bajnokságon a 32 között esett ki, csapatban (Mesteri-Schmél Viktória, Balogh Orsolya, Kondricz Kata) aranyérmet szerzett. A következő évben ugyanebben a korosztályban a kontinens bajnokságán csapatban (Kálmán Eszter, Kondricz, Tóth Janka) ezüstérmes volt. A kadét világbajnokságon egyéniben bronzérmes lett. A 2014. évi nyári ifjúsági olimpiai játékokon a hatodik helyen végzett. 2015-ben a kadét Eb-n csapatban (Kondricz, Tóth J., Hajas Nóra) a dobogó harmadik fokára állhatott.A junior egyéni versenyben szintén harmadik volt. A csapatban hatodik lett. A 2017-es junior vb-n csapatban (Kókai Csilla, Kondricz, Tóth J.) harmadik helyezést ért el. A 2018-as junior Eb-n csapatban (Hajas, Kókai, Kondricz) bronzérmet nyert. 2019-ben a felnőtt Eb-n csapatban (Kreiss Fanni, Lupkovics Dóra, Kondricz Kata) az ötödik lett. 2020 februárjában a csapatban olimpiai kvalifikációt szerzett. A tokiói ötkarikás játékokon egyéniben a legjobb 32 között kikapott a francia Ysaora Thibustól. A tőrözők csapatversenyében a 7. helyen végzett (Kondricz, Kreiss, Mohamed).
2022-ben az Európa-bajnokságon a 32 között kiesett. Csapatban (Kondricz, Lupkovics, Pöltz Anna) hetedik lett. A világbajnokságon a 32-ig jutott, a csapatban (Kondricz, Lupkovics, Pöltz) 11. lett. A 2023-as Európa-bajnokságon a 17. helyen végzett. A 2023. évi Európa-játékokon ezüstérmes, csapatban negyedik (Kreiss, Kondricz, Lupkovics) volt. A világbajnokságon a 21. helyezést szerezte meg, csapatban (Kreiss, Kondricz, Lupkovics) 12. lett. 2024 márciusában egyéni olimpiai kvótát szerzett.
A 2024-es párizsi olimpián tőr egyéniben a negyeddöntőben maradt alul az amerikai Lee Kiefer ellenében (15–4).

## Eredmények
magyar bajnokság
tőr egyéni
- aranyérmes: 2017, 2024
- ezüstérmes: 2020, 2025
- bronzérmes: 2013, 2018, 2019, 2021

tőr csapat
- aranyérmes: 2020, 2022, 2025
- ezüstérmes: 2019, 2024
- bronzérmes: 2014, 2021